# PLATO (nave espacial)
Tránsitos Planetarios y oscilaciones de las estrellas, en inglés PLAnetary Transits and Oscillations of stars (PLATO), es una misión en desarrollo propuesta por la Agencia Espacial Europea (ESA) que consiste en colocar en órbita un observatorio espacial, estimándose su lanzamiento aproximadamente en 2026, con el objetivo de escudriñar el espacio para observar los tránsitos planetarios de aproximadamente un millón de estrellas, descubrirlas y caracterizar planetas extrasolares rocosos alrededor de estrellas enanas amarillas, como el Sol en el sistema solar, estrellas subgigantes y estrellas enanas rojas. El principal interés consiste en encontrar planetas similares a la Tierra en la zona habitable alrededor de sus estrellas también similares al Sol y donde el agua exista en estado líquido. Esta será la tercera misión de clase media del programa Cosmic Vision de la ESA, que lleva el nombre del filósofo griego Platón, el fundador de la filosofía, la ciencia y las matemáticas. El objetivo secundario sería estudiar oscilaciones estelares o actividad sísmica en las estrellas, para medir las masas estelares y la evolución y permitir caracterizar con precisión la estrella anfitriona del planeta incluyendo su edad.
Se diferenciará de la misión Kepler y la misión COROT en que estudiará estrellas brillantes (entre las 
magnitudes 8 y 11) haciendo más fácil confirmar los hallazgos utilizando el seguimiento de las mediciones de velocidad radial. Contará con un campo de vista mucho más amplio que el de la misión Kepler (que tiene 100 grados cuadrados) permitiéndole estudiar una muestra más grande de estrellas. Las diferentes versiones del proyecto planean observar las estrellas en un área del cielo de alrededor de 1250-3600 grados con lo puede lograr el seguimiento de las curvas de luz de hasta 260.000 enanas frías y sub-gigantes (Kepler tiene 25.000 estrellas de este tipo en su campo visual).

## Objetivos de la misión
El objetivo es la detección de exoplanetas terrestres hasta la zona habitable de estrellas de tipo solar y la caracterización de sus propiedades generales necesarias para determinar su habitabilidad .  Para lograr este objetivo, la misión tiene estos objetivos:
- Descubrir y caracterizar sistemas exoplanetarios, con una precisión en la determinación del radio planeta hasta el 3%, de la edad estelar hasta el 10%, y de la masa del planeta hasta el 10% (este último en combinación con en tierra radial mediciones de velocidad )
- Detectar y caracterizar planetas del tamaño de la Tierra y súper-Tierras en la zona habitable alrededor de estrellas de tipo solar (G).
- Descubrir y caracterizar muchos sistemas exoplanetarios para estudiar sus estrucuturas típicas y las propiedades de sus estrellas anfitrionas.
- Medir las oscilaciones estelares para estudiar la estructura interna de las estrellas y cómo evolucionan con la edad.
- Identificar buenos objetivos para mediciones espectroscópicas para investigar atmósferas de exoplanetas.

## Lanzamiento
El satélite está previsto ser lanzado en el 2026 en un cohete Ariane 62 al punto de lagrange L2 entre la Tierra y el Sol.